# Hariščandra
Hariščandra (maráthsky हरिश्चंद्र, Hariśčaṅdra, hindsky हरीशचंद्र, Haríśačaṅdra, anglicky Harischandra Range) je horské pásmo, které se táhne v délce asi 50 km západovýchodním směrem v indickém státě Maháráštra, jižně od města Nášik a od pohoří Kalsúbáí, východně od mumbajské aglomerace a severně od Puné. Na východě přechází v Dekánskou plošinu, na západě ostře padá ke Konkánskému pobřeží.
Hlavním turistickým magnetem pohoří je starobylá horská pevnost Hariščandragad (indické výrazy gad, gadh a garh pocházejí ze stejného základu jako slovanské grad, hrad), jejíž kořeny sahají snad až do 6. století. Součástí pevnosti jsou jeskyně zasvěcené Višnuovi a chrám Hariščandréšvar. Dech beroucí výhledy se otevírají z nedalekého převislého útesu Konkan Kada.